# Lila Pérez-Rul
Lila Pérez-Rul (ur. 17 sierpnia 1977 w Torreón) – meksykańska wioślarka.

## Osiągnięcia
- Igrzyska Olimpijskie – Pekin 2008 – dwójka podwójna wagi lekkiej – 13. miejsce[1].
- Mistrzostwa Świata – Poznań 2009 – jedynka wagi lekkiej – 14. miejsce[1].